# Censor (Film)
Censor ist ein Horrorfilm von Prano Bailey-Bond, der Ende Januar 2021 beim Sundance Film Festival seine Premiere feierte und am 29. Juli 2021 in die deutschen Kinos kam. Im Film arbeitet eine junge Frau, gespielt von Niamh Algar, für die nationale Zensurbehörde in Großbritannien und glaubt bei der Sichtung eines Horrorfilms ihre verschollene Schwester zu erkennen.

## Handlung
Die Filmzensorin Enid ist stolz auf ihre Arbeit. Gemeinsam mit ihrem Kollegen Sanderson und ihrer Kollegin Anne schaut sie sich täglich potenziell jugendgefährdende und gewaltverherrlichende Filme an, und in regelmäßigen Treffen in einem Gremium beraten sie sich über deren Freigaben in Kinos und als Homevideos. Dabei sind sie sich nicht immer einig. Ihre Empfehlungen mit ihrem persönlichen Eindruck, welche Szenen sie besonders grausam findet oder, je nach Vertriebsweg, aus dem Film geschnitten werden müssten, tippt Enid auf der Schreibmaschine. Meist ist sie die Letzte, die das Büro verlässt.
Enid verfolgt die Diskussionen, die in der Öffentlichkeit und Politik um die Gesetzgebung über die Filmzensur geführt werden. Immer wieder wird die Schuld auf die Zensurbehörde abgewälzt, doch die Mitarbeiter sind vor Fehlentscheidungen nicht gefeit. Eines Tages muss der Leiter der Behörde ihnen berichten, dass ein Mann seine Morde genau auf die Weise, wie in einem von ihnen scheinbar nicht ausreichend zensierten Film begangen hat. Sie sollen nun die Freigabe für den Film Deranged überprüfen und zukünftig bei den kleinsten Einwänden tätig werden. Die Presse stürzt sich auf den Vorfall und stellt die Frage in den Raum, inwieweit die Behörde und einzelne Mitarbeiter Schuld tragen. Auch zu Hause erhält Enid Anrufe von Menschen, die ihr Vorwürfe machen. 
Enids Schwester Nina ist bereits seit längerer Zeit verschwunden, und ihre Erinnerungen an den Tag im Wald verschwommen, als sie 20 Jahre zuvor ihre kleine Schwester verloren hat. Bei jeder Frau mit roten Haaren, die Enid sieht, stellt sie sich die Frage, ob dies womöglich ihre Schwester sein könnte. Ihre Eltern haben die Hoffnung hingegen aufgegeben, dass ihre Tochter noch lebt und erzählen Enid, sie wollen sie für tot erklären lassen. Auch für Enid sei das wichtig, um endlich loslassen zu können. 
Die Behörde bekommt Besuch von Doug Smart, dem Produzenten des Films Deranged. Der würde Enid am liebsten eine Rolle in einem seiner Filme anbieten, doch ihre Aufgabe ist eine andere. Als sie sich in einem kleinen Kino in ihrer Behörde gemeinsam mit ihrem Kollegen Perkins den von Regisseur Frederick North gedrehten Film Don't go to the Church anschaut, der von Smart produziert wird, mit zwei Mädchen im Wald, die ein Spiel spielen, beginnt sie in dem kleineren Mädchen ihre Schwester zu sehen. Diese soll in eine Hütte gehen. Das große Mädchen folgt ihr und zerstückelt sie mit einer Axt. Enid muss sich übergeben.
Sie versucht in einer Videothek an Don't go to the Church zu kommen, um den Film noch einmal in Ruhe sehen zu können. Durch ihr fundiertes Wissen über Horrorfilme kann sie den Mitarbeiter dort schnell überzeugen, ihr Kopien von Filmen herauszusuchen, die er eigentlich nicht verleihen darf. Sie schaut sich eine Reihe von North-Filmen an, und in allen erkennt sie eine Frau, die ihre Schwester sein könnte. Gespielt wird sie von der Schauspielerin Alice Lee. Im Büro notiert sich Enid die Adresse auf der Filmrolle von Don't go to the Church und stattet Produzenten Doug Smart einen Besuch ab. Sie erzählt ihm, dass ihr die ganze Szenerie bekannt vorkommt und will mehr über North erfahren. Als Smart zudringlich wird und sie sich wehrt, kommt es zu einem Handgemenge, bei dem er mit dem Kopf in seiner eigenen Trophäe aufgespießt wird, die er für einen seiner Horrorfilme erhalten hat, und stirbt.
Nach diesem Vorfall geht Enid nach Hause und versucht, dort zur Ruhe zu kommen. Am nächsten Tag geht sie ins Büro und nimmt die Akte über den Regisseur Frederick North an sich, gegen den Willen der Sekretärin. In der Akte findet sie die Adresse von North und fährt zu ihm. Sie kommt an einem Wohnwagen im Wald an, wo sie von der Maskenbildnerin empfangen und für eine Darstellerin gehalten wird. Enid nimmt die Rolle an, zieht dafür ein weißes Kleid an und wird für den Dreh zurechtgemacht. Dann trifft sie am Set auf North und fragt ihn, wo ihre Schwester ist, womit Alice gemeint ist. Statt zu antworten, beginnt er, mit ihr die nächste Szene zu drehen. Wie in dem anderen Film Don't go to the Church steht dort diese Hütte im Wald, die Tür offen, davor ein Baumstumpf mit Axt. Sie nimmt die Axt und geht in die Hütte, wo sie auf Beastman trifft. Auch Alice ist dort, laut schreiend. Es kommt zu einem Kampf, bei dem Enid Beastman die Axt in die Brust schlägt. Das Chaos wird größer, als North hinzukommt, der von Enid enthauptet wird. Alice rennt schreiend in den Wald, verfolgt von Enid. Als Enid sie stellt, schreit Alice sie an, dass sie bereits eine Schwester habe und flieht. Gelähmt steht Enid da, als ihr ihre Schwester, ruhig und lächelnd, erscheint. Enid nimmt sie in ihrem Auto mit zu ihren Eltern, die sie freudestrahlend unter blauem Himmel mit Regenbogen in die Arme nehmen. Die letzte Einstellung zeigt den Titel Censor auf dem Etikett einer Videokassette, die gerade ausgeworfen wird.

## Hintergrund

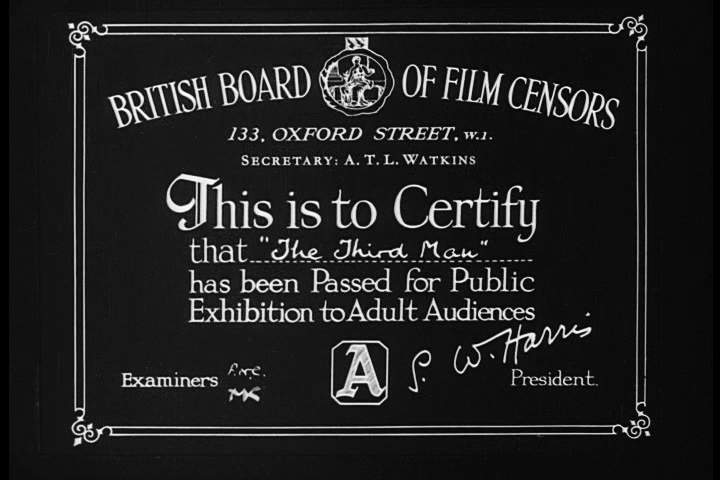
Im Jahr 1984 wurde aus dem British Board of Film Censors das British Board of Film Classification

Der im Jahr 1985 angesiedelte Film spielt inmitten der Ära, in der in Großbritannien Horrorfilme zunehmend zu Hause konsumiert wurden. Bis 1984 musste sich das British Board of Film Censors eigentlich nur mit Filmen befassen, die im Kino veröffentlicht wurden, doch nun waren auch für Filme, die gekauft werden konnten, Zertifizierung notwendig geworden. Auf Drucks von Mary Whitehouse und dem Parlament wurde der Prüfungsprozess massiv verschärft, und der Oberstaatsanwalt stellte eine Liste der Titel zusammen, die strafrechtlich verfolgt oder verboten werden sollten.
Whitehouse hatte diese „Video-Fieslinge“ („Video Nasties“) beschuldigt, sie würden mit den Filmen die Jugend zur Nachahmung des gezeigten gewalttätigen Verhaltens verleiten, ein Risiko, das durch die damals neu im VHS-Format verfügbaren Filme verstärkt wurde, besonders wenn Eltern sie nach Hause brachten und Kinder unbeaufsichtigt darauf zugreifen konnten. Daher durften einige der extremsten Filme überhaupt nicht mehr auf Video verbreitet werden. Im Jahr 1984 nahm das British Board of Film Censors das Wort „Censor“ aus seiner Bezeichnung und nannte sich fortan British Board of Film Classification.

## Produktion
Regie führte Prano Bailey-Bond, die auch gemeinsam mit Anthony Fletcher das Drehbuch schrieb. Der Film ist Bailey-Bonds Liebe zu Horrorfilmen, insbesondere Low-Budget-Produktionen der 1980er Jahre, geschuldet. Von Variety wurde sie zu einem von "10 Directors to Watch" bestimmt. Ein für Bailey-Bond freudiger Aspekt bei ihrer Arbeit war es, dass sie bei der Produktion von Censor verschiedene Filme innerhalb eines Films realisieren konnte, die Enid bewertet und dabei eine Reihe von Horrorstilen zu imitieren.

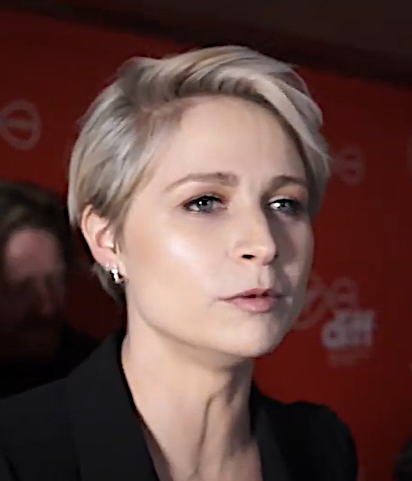
Niamh Algar spielt Enid Baines

Die irische Schauspielerin Niamh Algar (ausgesprochen Neeve Algar) übernahm die Hauptrolle und spielt Enid Baines. Michael Smiley spielt den Filmproduzenten Doug Smart.
Die Filmmusik komponierte Emilie Levienaise-Farrouch. Das Soundtrack-Album mit insgesamt 22 Musikstücken wurde im Juni 2021 von Invada Records als Download veröffentlicht und soll zu einem späteren Zeitpunkt auch auf Vinyl erscheinen.
Eine erste Vorstellung erfolgte am 28. Januar 2021 beim Sundance Film Festival, wo er in der Sektion Midnight gezeigt wurde. Im April 2021 wurde er beim Seattle International Film Festival vorgestellt. Eine erste Vorstellung in Deutschland erfolgte am 14. Juni 2021 beim Open Air stattfindenden Berlinale Summer Special in der Sektion Panorama. Ebenfalls im Juni 2021 erfolgte eine Veröffentlichung in den USA. Ab Anfang Juli 2021 wurde der Film beim Neuchâtel International Fantastic Film Festival gezeigt. Der Kinostart in Deutschland war am 29. Juli 2021.

## Rezeption

### Altersfreigabe
In Deutschland wurde der Film von der FSK ab 16 Jahren freigegeben.

### Kritiken
Der Film konnte bislang 89 Prozent aller Kritiker bei Rotten Tomatoes überzeugen bei einer durchschnittlichen Bewertung von 7,3 der möglichen 10 Punkte. Bei Metacritic erhielt der Film einen Metascore von 69 von 100 möglichen Punkten.
Leslie Felperin von The Hollywood Reporter schreibt, das Drehbuch von Prano Bailey-Bond und Anthony Fletcher fühle sich ein wenig dünn an und verpasse die Chance, sich wirklich mit dem Thema der Zensurkulturkriege der 1980er Jahre zu beschäftigen, ein Thema, das sich in heutiger Zeit seltsamerweise resonant anfühle. Dennoch sollten die vielen Witze und Anspielungen auf Filme von damals Fans mit einem guten Erinnerungsvermögen und einer umfangreichen Home-Entertainment-Sammlung amüsieren, so Felperin. Die Nachahmung des 16-mm-Vintage-Stils und die grelle Beleuchtung wie in den Horrorfilmen dieser Zeit durch Kamerafrau Annika Summerson, Produktionsdesignerin Paulina Rzeszowska und Kostümdesignerin Saffron Cullane sei jedoch äußerst gelungen. Nahtlos füge sich dabei Tim Harrisons Sounddesign in die Synthesizer-Partitur von Emilie Levienaise-Farrouch ein, die an Filme von John Carpenter erinnere.

### Auszeichnungen

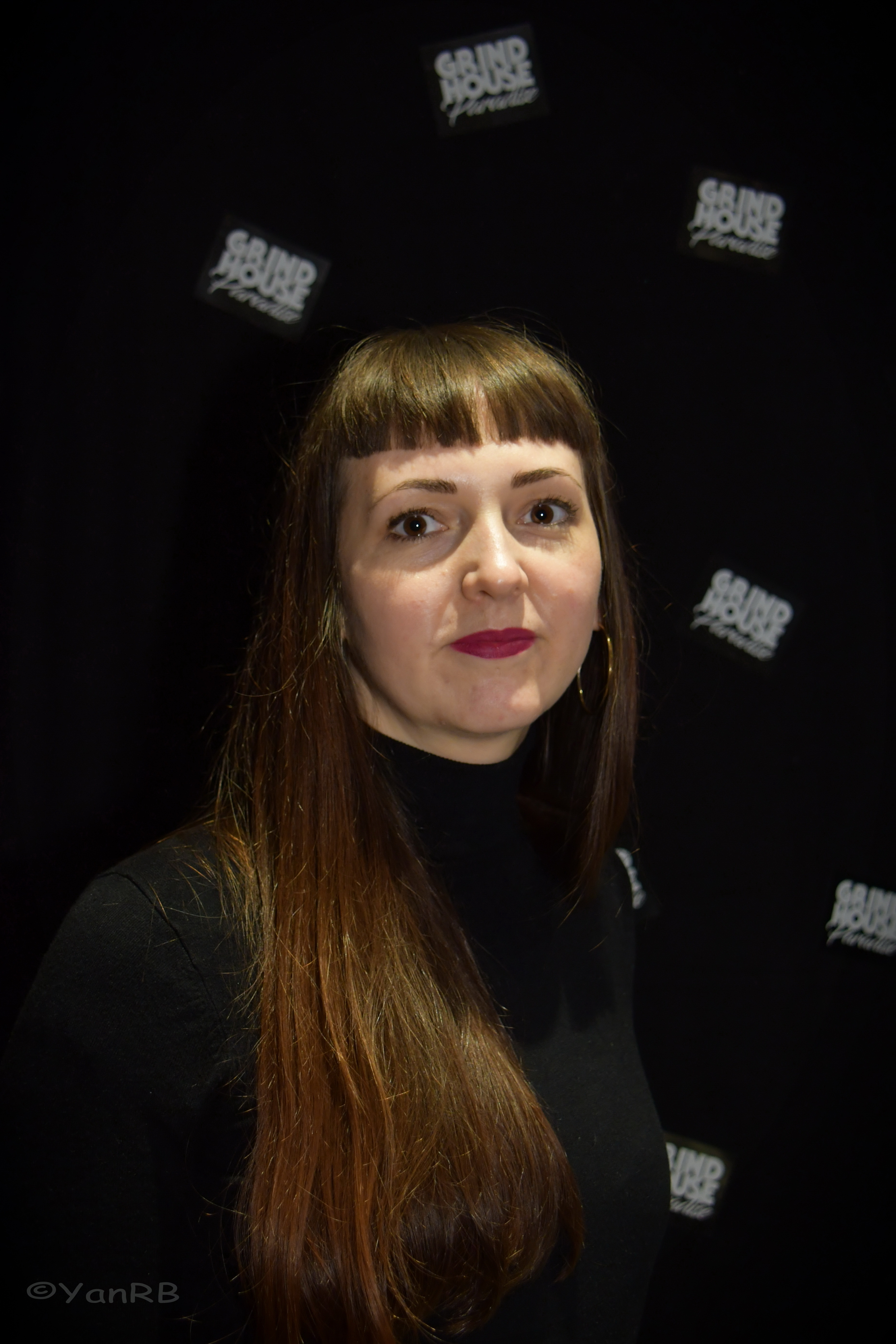
Regisseurin Prano Bailey-Bond

British Independent Film Awards 2021
- Nominierung für das Beste Regiedebüt (Prano Bailey-Bond)
- Nominierung für das Beste Drehbuchdebüt (Prano Bailey-Bond)
- Nominierung als Beste Nachwuchsproduzentin (Helen Jones)
- Nominierung für den Besten Filmschnitt (Mark Towns)
- Nominierung für die Beste Kamera (Anika Summerson)
- Nominierung für das Beste Make-Up & Hair Design (Ruth Pease)
- Nominierung für die Beste Ausstattung (Paulina Rzeszowska)
- Nominierung für die Besten Effekte
- Nominierung für den Besten Ton

Internationale Filmfestspiele Berlin 2021
- Nominierung für den Panorama Publikumspreis

International Istanbul Film Festival 2021
- Nominierung für die Goldene Tulpe im internationalen Wettbewerb (Prano Bailey-Bond)

London Critics’ Circle Film Awards 2021
- Nominierung für die Beste britische Nachwuchsregie (Prano Bailey-Bond)[20]

Neuchâtel International Fantastic Film Festival 2021
- Nominierung im Internationalen Wettbewerb
- Auszeichnung mit dem Denis-de-Rougemont-Jugendpreis (Prano Bailey-Bond und Grande-Bretagne)[21][22]

Palm Springs International Film Festival 2021
- Aufnahme in die Liste „10 Directors to Watch“ (Prano Bailey-Bond)[23]

Sarajevo Film Festival 2021
- Nominierung für den Preis für Geschlechtergleichheit[24]

Sitges Film Festival 2021
- Nominierung als Bester Film im Official Fantàstic Competition
- Auszeichnung als Bester europäischer Film[25][26]